# 28 december
28 december är den 362:a dagen på året i den gregorianska kalendern (363:e under skottår). Det återstår 3 dagar av året.

## Återkommande bemärkelsedagar

### Övrigt
- Dårarnas dag firas i Spanien (istället för 1 april, som inte firas där)
- Värnlösa barns dag

## Namnsdagar

### I den svenska almanackan
- Nuvarande – Värnlösa barns dag och Benjamin
- Föregående i bokstavsordning
  - Benjamin – Namnet förekom före 1901 på 30 augusti, men utgick innan dess. 1986 infördes det på 16 augusti, men flyttades 1993 till dagens datum och har funnits där sedan dess.
  - Menlösa barns dag – Denna benämning på dagens datum fanns där fram till 2001, då den bytte namn till Värnlösa barns dag. Den fanns där till minne av de barn, som kung Herodes den store lät döda i sin jakt på den nyfödde Jesus.
  - Rakel – Namnet infördes 1901 på 26 juni, men flyttades 1993 till dagens datum och återfördes 2001 till 26 juni.
  - Värnlösa barns dag – Denna benämning på dagens datum har funnits där sedan 2001, då den ersatte det äldre Menlösa barns dag. Ändringen beror dels på, att ordet menlös (som betyder "fri från men", alltså fri från synd eller brist) har fått en negativ klang i svenska språket, dels att dagen numera ska vara en minnesdag för de barn runtom i världen, som är värnlösa och i behov av hjälp.
- Föregående i kronologisk ordning
  - Före 1901 – Menlösa barns dag
  - 1901–1985 – Menlösa barns dag
  - 1986–1992 – Menlösa barns dag
  - 1993–2000 – Menlösa barns dag, Rakel och Benjamin
  - Från 2001 – Värnlösa barns dag och Benjamin
- Källor
  - Brylla, Eva (red.). Namnlängdsboken. Gjøvik: Norstedts ordbok, 2000 ISBN 91-7227-204-X
  - af Klintberg, Bengt. Namnen i almanackan. Gjøvik: Norstedts ordbok, 2001 ISBN 91-7227-292-9

### Finlandssvenska almanackan
- Nuvarande från 1973[1] – Pia
- I föregående revideringar[a][2]
  - 1929–1972 – Menlösa barns dag

## Händelser
- 418 – Sedan Zosimus har avlidit två dagar tidigare väljs Bonifatius I till påve.
- 1065 – Kyrkan Westminster Abbey i London invigs.
- 1832 – John C. Calhoun blir den förste amerikanske vicepresidenten som avgår.
- 1836 – Spanien erkänner Mexiko.[3]
- 1846 – Iowa blir den 29:e delstaten i USA.[4]
- 1879 – En central del av Tay Rail-bron i Dundee, Skottland kollapsar när ett tåg passerar över den och 75 personer omkommer.
- 1882 – Frälsningsarmén håller sitt första möte i Sverige.[5]
- 1895 – Bröderna Lumière har för första gången en betalande publik på Grand Café på Boulevard des Capucines – detta datum räknas allmänt som den första visningen av rörliga bilder.
- 1897 – Pjäsen Cyrano de Bergerac av Edmond Rostand har premiär i Paris.
- 1901 – Premiär för tågtrafiken på Nynäsbanan mellan Älvsjö och Nynäshamn.
- 1902 – Den första inomhusmatchen i amerikansk fotboll spelas i New York på Madison Square Garden.
- 1908 – En jordbävning med åtföljande tsunami drabbar Messinasundet.
- 1937 – Irländska fristaten blir den Irländska republiken.
- 1945 – Den amerikanska kongressen antar trohetsförklaringen (Pledge of Allegiance).
- 1950 – Peak District blir Storbritanniens första nationalpark.
- 1973 – Aleksandr Solzjenitsyn börjar publicera GULAG-arkipelagen.
- 1981 – Det första amerikanska provrörsbarnet, Elizabeth Jordan Carr, föds i Norfolk, Virginia.
- 1991 – Nio personer kläms ihjäl av folkmassorna på väg in på en basketmatch vid City College of New York.
- 1995 – Compuserve blockerar sexorienterade nyhetsgrupper efter påtryckningar från tyska åklagare.

## Födda
- 1679 – Peder Winstrup, dansk biskop i Lunds stift
- 1753 – Johan Wikmanson, svensk kompositör
- 1757 – Reinhard Woltmann, tysk vattenbyggnadsingenjör
- 1789 – Thomas Ewing, amerikansk politiker, USA:s finansminister 1841, USA:s inrikesminister 1849–1850
- 1793 – Karl Friedrich Neumann, tysk orientalist och historiker
- 1798 – Thomas Henderson, brittisk astronom
- 1814 – Jeremiah Clemens, amerikansk demokratisk politiker och författare, senator (Alabama) 1849–1853
- 1818 – Johan Jolin, svensk skådespelare, författare av pjäser och sångtexter samt översättare
- 1821 – Charles R. Buckalew, amerikansk demokratisk politiker, senator (Pennsylvania) 1863–1869
- 1826 – James H. Slater, amerikansk demokratisk politiker, senator (Oregon) 1879–1885
- 1832 – Mark L. De Motte, amerikansk republikansk politiker och jurist
- 1856 – Woodrow Wilson, amerikansk politiker, USA:s president 1913–1921, mottagare av Nobels fredspris 1919
- 1858
  - Samuel H. Piles, amerikansk republikansk politiker och diplomat, senator (Washington) 1905–1911
  - Richard Bergh, svensk konstnär
- 1860 – Gustaf Windahl, svensk provinsialläkare och riksdagsman
- 1882
  - Arthur Eddington, astronom och fysiker
  - Lili Elbe, dansk konstnär
- 1888 – Friedrich Wilhelm Murnau, filmregissör
- 1889 – H.S. Nyberg, professor i semitiska språk vid Uppsala universitet, ledamot av Svenska Akademien
- 1890 – Gösta Ekman, svensk skådespelare, teaterdirektör och regissör
- 1894 – Gustaf Lövås, svensk skådespelare
- 1897 – Ivan Konev, rysk-sovjetisk militär, marskalk från 1944
- 1902 – Mortimer Adler, filosof
- 1903
  - Earl Hines, jazzmusiker
  - John von Neumann, matematiker
  - Ben Ramsey, amerikansk demokratisk politiker
- 1905
  - Cliff Arquette, skådespelare och komiker (Charley Weaver)
  - Sven-Olof Sandberg, svensk sångare och sångtextförfattare som medverkat i tv och film
- 1908 – Lew Ayres, skådespelare
- 1912
  - James Allen, amerikansk demokratisk politiker, senator (Alabama) 1969–1978
  - Harry Berg, svensk ombudsman och socialdemokratisk politiker
- 1914 – Sten Lindroth, idé- och lärdomshistoriker, ledamot av Svenska Akademien
- 1919 – Mårten Larsson, svensk skådespelare
- 1922 – Stan Lee, amerikansk författare och förläggare
- 1925 – Hildegard Knef, tysk skådespelare, sångare och författare
- 1927 – Allan Sundwall, svensk skådespelare, inspelningsledare och regiassistent
- 1928 – Öyvind Fahlström, svensk konstnär
- 1929 – Owen Bieber, fackföreningsman
- 1930 – Hans Holmér, svensk länspolismästare
- 1932
  - Roy Hattersley, brittisk politiker
  - Manuel Puig, författare
- 1934 – Maggie Smith, brittisk skådespelare
- 1936 – Jim McDermott, amerikansk demokratisk politiker, kongressledamot 1989–2017
- 1937 – Ratan Tata, indisk företagsledare
- 1939 – Conny Andersson, svensk racerförare
- 1943 – Juan Luis Cipriani Thorne, peruansk kardinal
- 1944
  - Johnny Isakson, amerikansk politiker, republikansk ledamot av USA:s senat (Georgia) 2005–2019
  - Kary Mullis, amerikansk kemist, mottagare av Nobelpriset i kemi 1993
- 1945 – Eskil Dalenius, svensk skådespelare
- 1946
  - Mike Beebe, amerikansk demokratisk politiker, guvernör i Arkansas 2007–2015
  - Charles Koroly, svensk-amerikansk regissör, scenograf och kläddesigner
  - Edgar Winter, amerikansk musiker
- 1947
  - Mustafa Akıncı, Nordcyperns president
  - Spencer Bachus, amerikansk republikansk politiker, kongressledamot 1993–2015
- 1949 – Per-Olof Sännås, svensk fotograf
- 1953 – Richard Clayderman, fransk pianist
- 1954 – Denzel Washington, amerikansk skådespelare
- 1955 – Liu Xiaobo, kinesisk litteraturvetare, mottagare av Nobels fredspris 2010
- 1956 – Nigel Kennedy, brittisk violinist
- 1959
  - Katarina Ewerlöf, svensk skådespelare
  - Tomas Gustafson, svensk skridskoåkare, mottagare av Svenska Dagbladets guldmedalj 1988
  - Andy McNab, före detta medlem i specialförbandet SAS och författare
- 1960 – Ray Bourque, kanadensisk ishockeyspelare
- 1961 – Annika Jankell, svensk programledare i tv och radio
- 1962
  - Sharon Dyall, svensk sångare
  - Michel Petrucciani, fransk jazzpianist
  - Peter Siepen, svensk programledare
- 1965 – Fredrik Birging, svensk programledare i radio och tv
- 1969 – Linus Torvalds, programmerare och skapare av den första versionen av Linux
- 1970 – Elaine Hendrix, amerikansk skådespelare
- 1973 – Herborg Kråkevik, norsk sångare och skådespelare
- 1976 – Elin Ek, svensk radiopratare och programledare, känd för bland annat alter egot Grynet
- 1978 – John Legend, amerikansk sångare och pianist
- 1979
  - Noomi Rapace, svensk skådespelare
  - Suleyman Sleyman, svensk fotbollsspelare
- 1980 – Vanessa Ferlito, amerikansk skådespelare
- 1983 – Robin Paulsson, svensk komiker och programledare
- 1988 – Sigrid Bernson, svensk dansare och sångare
- 1990 – David Archuleta, amerikansk sångare
- 1992 – Tomáš Jurčo, slovakisk ishockeyspelare
- 1994 – Jonna Sundling, svensk längdskidåkare
- 1995 – Nahitan Nández, uruguayansk fotbollsspelare
- 1996 – Tanguy Ndombélé, fransk fotbollsspelare
- 2001 – Maitreyi Ramakrishnan, kanadensisk skådespelare

## Avlidna
- 1446 – Clemens VIII, född Gil Sanchez Muñoz y Carbón, motpåve 1423–1429
- 1547 – Konrad Peutinger, 82, tysk humanist
- 1622 – Frans av Sales, 55, fransk teolog och kyrkolärare; helgon (1665)
- 1694 – Maria II, 32, regerande drottning av England, Skottland och Irland sedan 1689, samregent och gift med Vilhelm III
- 1706 – Pierre Bayle, 59, fransk upplysningsfilosof och författare
- 1708 – Joseph Pitton de Tournefort, 52, fransk botaniker
- 1772 – Ernst Johann von Biron, 82, hertig av Kurland, regent åt tsar Ivan VI av Ryssland
- 1829 – Jean-Baptiste de Lamarck, 85, den förste vetenskapsman som lade fram en evolutionsteori
- 1854 – James Turner Morehead, 57, amerikansk politiker, guvernör i Kentucky 1834–1836, senator 1841–1847
- 1859 – Thomas Babington Macaulay, 59, brittisk historiker och politiker
- 1870 – Wilson Lumpkin, 87, amerikansk politiker, guvernör i Georgia 1831–1835, senator 1837–1841
- 1898 – Justin S. Morrill, 88, amerikansk politiker, senator (Vermont) 1867–1898
- 1904 – Otto Intze, 61, tysk vattenbyggnadsingenjör
- 1919 – Janne Rydberg, 65, svensk fysiker
- 1924 – Léon Bakst, 58, rysk målare och scenograf
- 1933 – Henry F. Lippitt, 77, amerikansk republikansk politiker och affärsman, senator (Rhode Island) 1911–1917
- 1937 – Maurice Ravel, 62, fransk kompositör
- 1945 – Theodore Dreiser, 74, amerikansk författare
- 1947 – Viktor Emanuel III, 78, kung av Italien
- 1952
  - Alexandrine av Mecklenburg-Schwerin, 73, drottning av Danmark 1912–1947 och av Island 1918–1944, gift med Kristian X
  - Alexander G. Barry, 60, amerikansk republikansk politiker, senator (Oregon) 1938–1939
  - Fletcher Henderson, 55, amerikansk pianist, orkesterledare, arrangör och kompositör
- 1954
  - Sölve Cederstrand, 54, svensk journalist, manusförfattare och filmregissör
  - Martin Ekström, 67, svensk militär och nazistisk politiker
- 1959 – Ante Pavelić, 70, kroatisk politiker, grundare av Ustaša-rörelsen
- 1963 – Paul Hindemith, 68, tysk kompositör
- 1981 – Nils Jacobsson, 81, svensk skådespelare
- 1983
  - William Demarest, 91, amerikansk skådespelare
  - Dennis Wilson, 39, amerikansk musiker (The Beach Boys)
- 1984 – Sam Peckinpah, 59, amerikansk filmregissör och manusförfattare
- 1986
  - Alton Lennon, 80, amerikansk demokratisk politiker
  - Andrej Tarkovskij, 54, rysk regissör, författare och skådespelare
- 1999 – Clayton Moore, 85, amerikansk skådespelare (The Lone Ranger)
- 2003 – Torbjörn Jahn, 82, svensk musiker och skådespelare
- 2004
  - Susan Sontag, 71, amerikansk författare
  - Jerry Orbach, 69, amerikansk skådespelare
- 2006 – Tommy Sandlin, 62, svensk ishockeytränare, förbundskapten för Sveriges herrlandslag (Tre Kronor) 1978–1980 och 1986–1990, kopia av Svenska Dagbladets guldmedalj 1987
- 2008 – Gunnar Lagergren, 96, svensk jurist och före detta riksmarskalk, svärfar till Kofi Annan
- 2009 – The Rev (artistnamn för James Sullivan), 28, amerikansk trumslagare i bandet Avenged Sevenfold
- 2011 – Per Gerhard, 87, svensk manusförfattare, skådespelare, regissör och teaterledare
- 2012 – Leif Krantz, 80, svensk tv-producent, manusförfattare och regissör
- 2015
  - Lemmy Kilmister, 70, brittisk sångare och basist
  - June Carlsson, 70, svensk journalist och nyhetspresentatör i TV
- 2016
  - Debbie Reynolds, 84, amerikansk skådespelare och sångare
  - Michel Déon, 97, fransk romanförfattare
- 2018 – Amos Oz, 79, israelisk författare
- 2023 – Per Myrberg, 90, svensk skådespelare och sångare
- 2024 – Martin Karplus, 94, österrikisk-amerikansk teoretisk kemist, mottagare av Nobelpriset i kemi 2013

### Fotnoter
1. ↑  ”Universitetets namnsdagsalmanacka - Universitetets almanacksbyrå”. almanakka.helsinki.fi. Helsingfors universitet. https://almanakka.helsinki.fi/sv/kalender-2025/. Läst 22 februari 2025.
2. ↑  ”Namnsdagsrevideringar - Universitetets almanacksbyrå”. almanakka.helsinki.fi. Helsingfors universitet. https://almanakka.helsinki.fi/sv/namnsdagar/namnsdagsrevideringar.html. Läst 3 oktober 2020.
3. ↑  ”Mexico” (på engelska). World Statesmen. http://www.worldstatesmen.org/Mexico.htm. Läst 22 september 2012.
4. ↑  ”Iowa” (på engelska). World Statesmen. http://www.worldstatesmen.org/US_states_F-K.html#Iowa. Läst 9 november 2012.
5. ↑  ”Kristendomens historia”. Allt om bibeln. http://www.alltombibeln.se/kristendomenshistoria/svenkyrk.htm. Läst 5 december 2012.